# 10459 Vladichaika
A 10459 Vladichaika (ideiglenes jelöléssel 1978 SJ5) a Naprendszer kisbolygóövében található aszteroida. Ljudmila Ivanovna Csernih fedezte fel 1978. szeptember 27-én.